# Kawasaki 900 Z1
La 900 Z1 Kawasaki est le premier modèle de moto quatre temps sorti par Kawasaki après une série de motos à moteur deux temps. Elle inaugure la gamme des Z, à l'exception de la 650 W héritée de Meguro, inspirée de la BSA britannique et non importée en France.

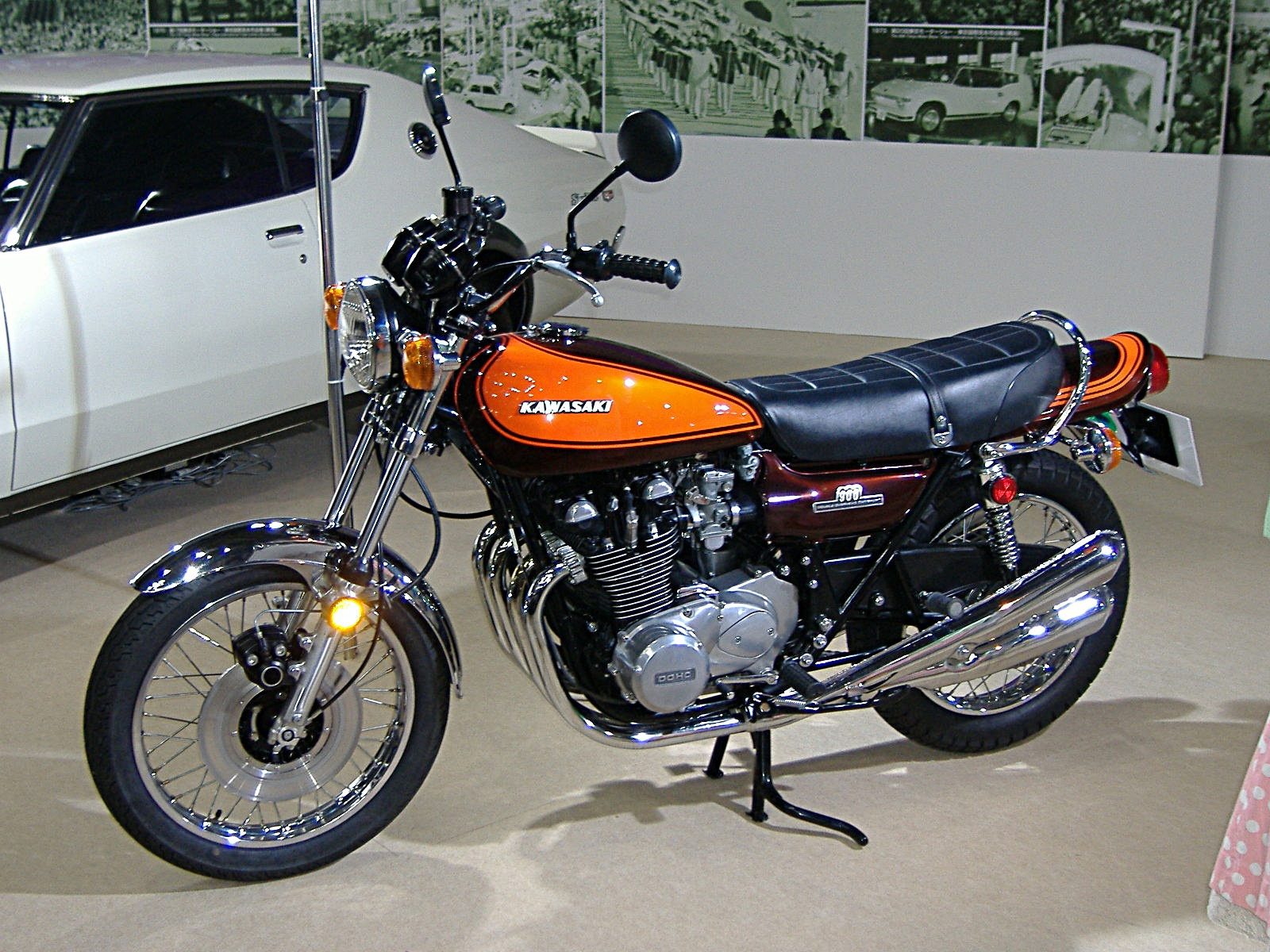
Une Z1 de collection.

Ce modèle, présenté en 1972, est considéré comme la riposte à la Honda CB 750 Four, sortie quatre ans plus tôt, Honda ayant eu vent de la volonté de Kawasaki de se convertir au quatre temps et de concevoir une moto de quatre cylindres initialement prévue en 750 cm3 ; les ingénieurs Honda ont pris les devants en produisant, à la hâte, la CB 750. Cette précipitation, qui explique les quelques petites erreurs de conception sur la Honda, est aussi à l'origine de la frustration du bureau d'études de Kawasaki qui surenchérit en concevant une super « Four » plus imposante et plus puissante que sa concurrente. La 900 Z fait appel à des solutions techniques très abouties pour l'époque.
À sa sortie, la 900 Z1 est le modèle de grande série le plus prestigieux :
- moteur à 4 cylindres, 900 cm3, double arbre à cames en tête, 4 carburateurs ;
- démarreur électrique ;
- frein à disque à l'avant ;
- suspension à bras oscillant à l'arrière et fourche télescopique hydraulique à l'avant ;
- vitesse proche des 200 km/h.

Elle est à l'origine de nombreux modèles dérivés à la cylindrée augmentée (Z 1000) ou réduite, mais au tempérament sportif (Z 650). Cette architecture sera reprise avec succès sur bon nombre de modèles de la gamme Kawasaki. Les constructeurs utilisant le quatre cylindres face à la route lui emboîtent le pas et adoptent pratiquement tous ce concept qui a largement prouvé sa fiabilité.
C'est en compétition que la 900 Z1 s'exprime pleinement et enregistre de nombreux succès en endurance, particulièrement avec le préparateur Godier Genoud.
La Kawasaki 900 est aujourd'hui un modèle très recherché. Ce statut lui confère des cotes élevées pouvant atteindre les 20 000 € pour une moto en état « collection ».